# 克拉普拉帕拉山
46°42′42″N 9°30′59″E / 46.711678°N 9.516478°E

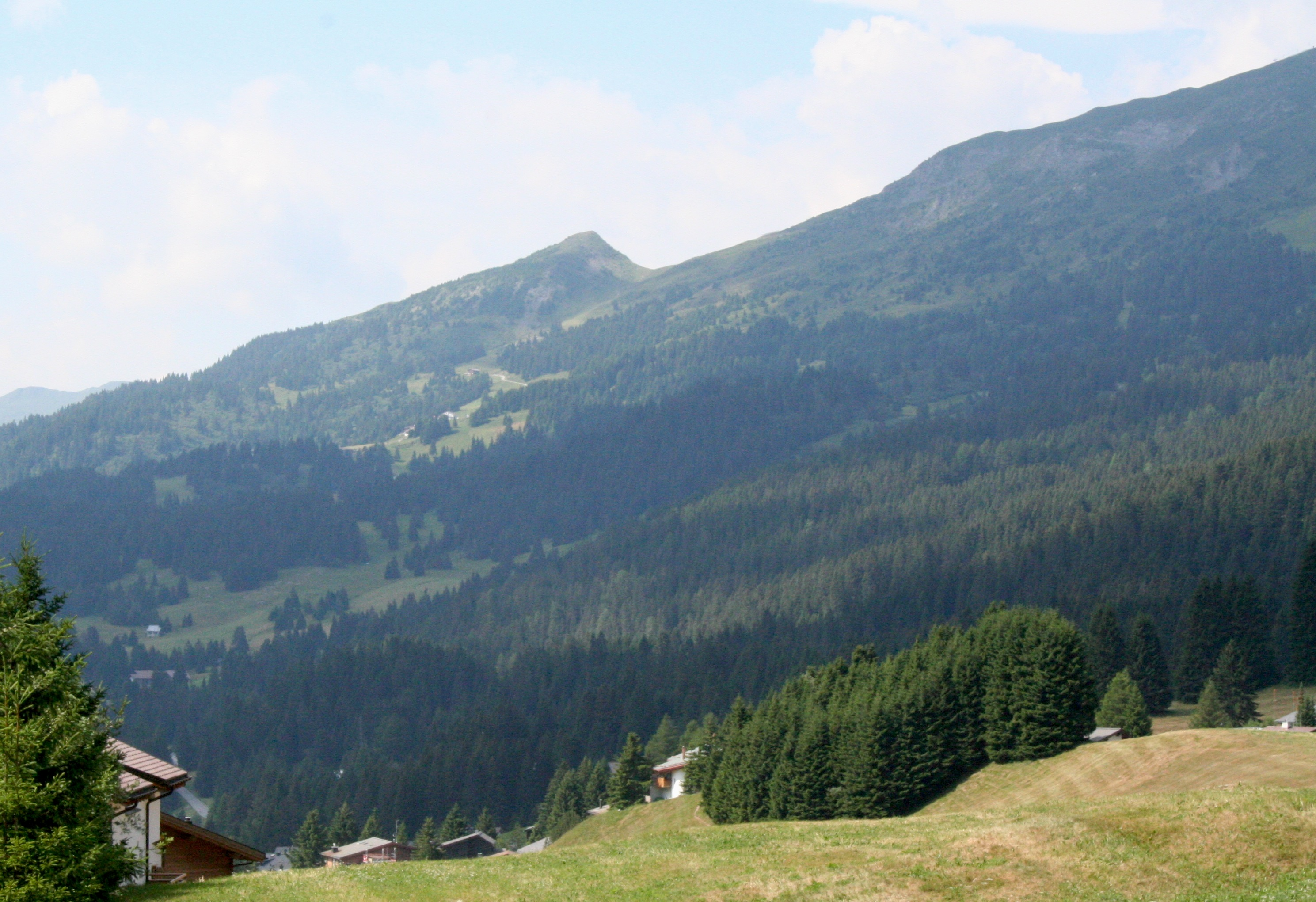

克拉普拉帕拉山（Crap la Pala），是瑞士的山峰，位於該國東南部，由格勞賓登州負責管轄，屬於瑞士阿爾卑斯山脈的一部分，海拔高度2,151米，每年平均降雨量1,729毫米。